# Çayraz
Çayraz is een dorp in het Turkse district Haymana in de provincie Ankara. 
Krachtens wet nr. 6360 werden alle Turkse provincies met een bevolking van meer dan 750.000 uitgeroepen tot grootstedelijke gemeenten (Turks: büyükşehir belediyeleri), waardoor de dorpen in deze provincies de status van mahalle hebben gekregen (Turks voor stadswijk). Ook Çayraz heeft sinds 2012 de status van mahalle.

## Bevolking
In 2021 telde Çayraz 156 inwoners, waarvan het overgrote deel man (57%). In het dorp wonen nakomelingen van Nogai, die zich tijdens de Krimoorlog (1853-1856) in Anatolië vestigden, maar ook Koerden uit Erzurum-Tekman (ook wel 'Macîr' genoemd).
| Jaar | Totaal | Mannen | Vrouwen |
| ---- | ------ | ------ | ------- |
| 2021 | 156    | 89     | 67      |
| 2013 | 180    |        |         |
| 1990 | 91     |        |         |
| 1985 | 104    |        |         |
| 1975 | 97     | 42     | 55      |
| 1970 | 100    | 38     | 62      |
| 1960 | 89     | 47     | 42      |
| 1955 | 124    | 60     | 64      |
| 1950 | 111    |        |         |
| 1945 | 83     | 44     | 39      |
| 1940 | 91     | 42     | 49      |

Centrale districtsplaats (İlçe Merkezi): Haymana
Dorpen (Köyler):
Ahırlıkuyu · Aktepe · Alahacılı · Altıpınar · Ataköy · Bahçecik · Balçıkhisar ·  Boğazkaya · Bostanhüyük · Bumsuz · Büyükkonak · Büyükyağcı · Cihanşah · Cingirli · Culuk · Çalış · Çatak · Çayraz · Çeltikli ·  Demirözü · Dereköy · Deveci · Devecipınarı · Durupınar  · Durutlar  · Emirler · Esen · Eskikışla · Evci · Evliyafakı · Gedik · Gültepe · Güzelcekale · İncirli · Karahoca  · Karaömerli  · Karapınar  · Karasüleymanlı  · Katrancı · Kavakköy · Kerpiçköy · Kesikkavak · Kızılkoyunlu · Kirazoğlu · Kutluhan · Küçükkonak · Küçükyağcı · Saatli · Sarıdeğirmen · Sarıgöl · Sazağası · Serinyayla · Sırçasaray · Sinanlı · Sındıran · Soğulca · Söğüttepe · Şerefligökgöz · Tabaklı · Tepeköy · Toyçayırı · Türkhüyük · Türkşerefli · Yamak · Yaprakbayırı · Yaylabeyi · Yeniköy · Yergömü · Yeşilköy  · Yeşilyurt · Yukarısebil · Yurtbeyli